# Guàrdia Nacional dels Estats Units

Segell de l'Oficina de la Guàrdia Nacional.

La Guàrdia Nacional (en anglès National Guard) és una força de reserva estatunidenca formada per voluntaris. Actualment té uns 467.000 membres, entre tropes actives i reservistes.
Cadascun dels 54 Estats de la Unió té la seva pròpia guàrdia nacional (és una milícia estatal), i d'acord amb les lleis de l'estat el governador és el comandant en cap constitucional de la guàrdia nacional del seu estat respectiu (així com el president dels Estats Units és el comandant en cap constitucional de les forces armades federals o nacionals). També el Districte de Columbia, i cadascun dels territoris sota sobirania estatunidenca que gaudeixen d'un estatus d'autonomia especial, té el seu propi cos de guàrdia nacional.
No obstant això, en temps de guerra o una altra crisi nacional greu el president dels Estats Units pot posar sota el seu control una part o la totalitat de les guàrdies nacionals dels estats; per a això convoca o federalitza les unitats que necessita, que passen a ser temporalment batallons, brigades, etc. de l'Exèrcit i la Força Aèria (no hi ha unitats de l'Armada en la Guàrdia Nacional). Les guàrdies nacionals dels diferents estats han combatut a l'Iraq i en altres conflictes a l'estranger, formant part de manera temporal de l'Exèrcit estatunidenc.
No obstant això, a molts estats hi ha una secció o divisió dins de la seva respectiva guàrdia nacional que se sol anomenar amb diferents noms com: forces de defensa de l'estat, guàrdia estatal, reserves militars de l'estat, o milícies estatals. Les unitats que formen part d'aquesta secció o divisió no poden ser federalitzades en cap cas, ja que són forces militars exclusivament estatals, i per aquesta raó les lleis no permeten que el president dels Estats Units les posi sota el seu comandament, ni tan sols en situacions d'extrema gravetat. Gairebé tots els estats tenen lleis que autoritzen l'existència de les forces de defensa de l'estat i la guàrdia estatal, paral·lelament a la guàrdia nacional ordinària, però només 22 estats i Puerto Rico tenen en la pràctica unes forces de defensa de l'estat (FDE) actives, servint generalment com a suport de la guàrdia nacional i d'altres institucions en missions d'emergència i seguretat nacional. Les forces de defensa de l'estat, se solen organitzar com si fossin unitats de l'exèrcit de terra, encara que també poden tenir unitats aèries i navals. La seva principal i gairebé única diferència amb els seus companys de la guàrdia nacional és el fet que no poden ser federalitzats.
Els governadors dels estats poden fer servir les tropes de les seves respectives guàrdies nacionals per a restablir o mantenir l'ordre públic en situacions greus (aldarulls violents que la policia no pot controlar), i per socórrer i oferir seguretat en cas de desastres naturals (huracans, terratrèmols, etc.) o epidèmies. També poden fer-les servir per a donar suport a la policia en operatius contra la delinqüència. L'única excepció a aquesta regla és el Districte de Columbia, el seu govern local no pot fer servir el seu petit cos de guàrdia nacional per afers d'ordre públic i seguretat ciutadana.
El màxim cap militar de la Guàrdia Nacional de cada estat és un funcionari anomenat ajudant general, que és nomenat pel governador del seu estat, i normalment té el rang de general o coronel (Carolina del Sud és l'únic estat a on l'ajudant general és triat pel poble en unes eleccions democràtiques, en comptes de ser nomenat pel governador). A més de ser el militar de més alt rang de la guàrdia nacional del seu estat, l'ajudant general és membre del gabinet del governador de l'estat, amb la categoria de secretari (ministre estatal); des del punt de vista orgànic i administratiu l'oficina de l'ajudant general és un departament del govern estatal i l'ajudant general és una espècie de ministre de defensa de la governació de l'estat. Fins i tot en alguns estats a l'ajudant general se l'anomena secretari de defensa de l'estat, i en altres estats el departament és presidit per l'ajudant general i se l'anomena departament d'afers militars i de veterans de l'estat.
La legislatura estatal (assemblea legislativa estatal) de cada estat aprova i sanciona les lleis que regulen a la guàrdia nacional del seu estat, les quals han de ser promulgades pel governador per entrar en vigència, i aprova o rebutja els ascensos militars proposats pel governador. També la legislatura estatal té el poder d'aprovar o rebutjar el nomenament de l'ajudant general fet pel governador de l'estat (excepte a Carolina del Sud, a on l'ajudant general és triat pel poble en unes eleccions).
L'armament i l'equipament de la guàrdia nacional és el mateix que l'equip dels militars de l'Exèrcit i la Força Aèria; inclosos carros de combat, canons, avions de caça, bombarders (F-16 i altres aeronaus), etc. Els uniformes també són semblants (amb un distintiu que indica que són de la Guàrdia Nacional d'aquell estat). Tot es deu al fet que la guàrdia nacional és la reserva de l'artilleria, la infanteria i les unitats blindades i mecanitzades de l'Exèrcit, i dels esquadrons de caces i bombarders de la Força Aèria. Per aquesta raó, el govern federal (nacional) és el que finança l'adquisició d'aquest armament que és després transferit als diferents estats per a les seves respectives guàrdies nacionals.
El departament de defensa (del ministeri de defensa) del govern federal, fiscalitza i supervisa les guàrdies nacionals dels estats per assegurar-se que els entrenaments del personal són conformes amb els estàndards fixats pel govern federal i pel Congrés dels Estats Units, i també per garantir que es fa un bon ús dels arsenals i els altres equipaments (subministrats pel govern federal). La divisió o secció del Departament de Defensa encarregada d'aquesta tasca s'anomena National Guard Bureau (oficina de la guàrdia nacional) i el seu cap és un general que és nomenat pel president dels Estats Units.
Els membres de la Guàrdia Nacional tan sols ofereixen el seu servei els caps de setmana i una setmana sencera cada cert temps; això els permet exercir una vida civil normal (amb altres ocupacions en el sector privat), però quan són convocats pel servei actiu pel governador de l'estat o pel president dels Estats Units, han de treballar com a soldats cada dia a temps complet, fins que acabi el seu servei militar. No obstant això, hi ha excepcions a aquest règim de servei; es tracta d'aquells militars de la Guàrdia Nacional que per la naturalesa de la seva missió han de prestar servei a temps complet, com els pilots d'F-16 i els altres avions de combat, que han d'entrenar-se constantment i dur a terme tasques de patrulla amb moltes hores de vol a la setmana.
En països amb una autonomia limitada i una relació de lliure associació amb els Estats Units, la Guàrdia Nacional compleix funcions protocol·làries o simbòliques com si es tractés de les Forces Armades d'un país totalment independent. És el cas de Puerto Rico, on la Guàrdia Nacional és l'encarregada d'oferir els honors de rigor als caps d'estat o de govern estrangers que visiten l'illa; en representació del governador de Puerto Rico, que és el comandant en cap de la Guàrdia Nacional. Però en tota la resta, la Guàrdia Nacional de Puerto Rico és exactament igual a les guàrdies nacionals dels altres estats federats dels Estats Units (incloent-hi el fet que el president dels Estats Units pot requerir els seus serveis per integrar-se a l'Exèrcit i la Força Aèria estatunidenca, en cas de guerra o d'una necessitat greu).